# クイズアワー
『クイズアワー』は、1966年4月4日から1967年3月27日までNHK総合テレビジョンの毎週月曜20時00分 - 21時00分（JST）に放送されたクイズ番組の放送枠の名称である。

## 概要
開局以来枠を移動しながらも続いていた人気番組『ジェスチャー』（設置前は火曜20:00 - 20:30）、そしてこれまた長期に渡って放送されていた『私の秘密』（同じく月曜20:00 - 20:30）だったが、1966年春の改編で『ジェスチャー』の直後に放送されたドラマ『飛行機雲』（月曜20:30 - 21:00）が終了したため、これを機会に、『私の秘密』と『ジェスチャー』をワンセットにした枠を設置する事になった。枠構成は、前半が『ジェスチャー』、後半が『私の秘密』という体制になった。
番組は1年続いたが、1967年3月27日をもって『私の秘密』が終了する事となったため、枠名は新たに『ファミリーショー』と改名、残された『ジェスチャー』は、『ファミリーショー』の第3部（第1部は「ヒットメロディー」、第2部は「いつか見た夢」）に繰り込まれた。そしてその1年後に、『ジェスチャー』は終了した。